# Котибаров, Али Итаякович
Али Итаякович Котибаров (25.12.1871, быв. аул 7-а Царская волость Перовского уезда. Сырдариинской области — 1926, а. Ширкейли Теренозекского района Кызылординской области) — первый врач-казах. Окончил Ташкентскую гимназию, затем Санкт-Петербургскую военно-медицинскую академию (1899). Работал в органах здравоохранения в г. Ташкент. С 1917 чл. Туркистанского исполнительный комитета Совета крестьянских депутатов. В 1918—1919 годы направлен в составе красногвардейского отряда в район Черкасской обороны, организовал и возглавил военный госпиталь в станице Черкасская. После окончания гражданской войны — врач в г. Ташкент. В 1921—1926 годы начальник Кызылординского у., городского отдела здравоохранения, заведующий городской больницей в г. Кызылорда.